# Diadora

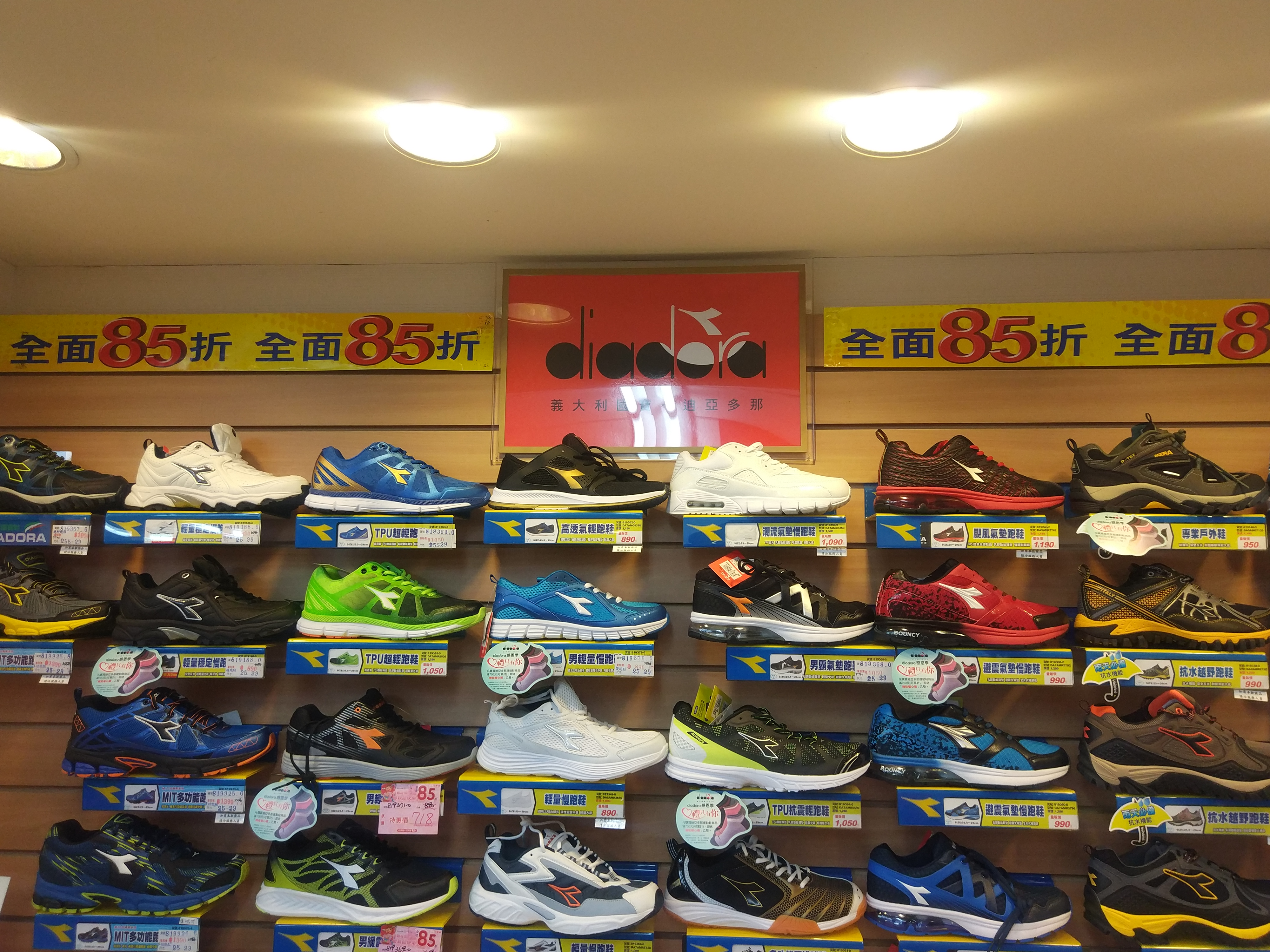
Schuhe von Diadora in einem Verkaufsregal

Diadora ist ein italienischer Sportartikelhersteller mit Sitz in Caerano di San Marco bei Treviso und eine Tochtergesellschaft des italienischen Modeunternehmen Geox.

## Geschichte
Das Unternehmen wurde 1948 von Marcello Danieli gegründet. Da Danieli ein Schuster war, spezialisierte sich das Unternehmen auf die Herstellung von Schuhen. In den 1950er Jahren war Diadora der italienische Marktführer in Sachen Bergstiefel.
In den 1960er Jahren begann das Unternehmen mit der Produktion von Ski-Boots. Erfindungen wie der erste Après-Ski-Schuh folgten. Als Nächstes wurden Running-Schuhe fabriziert und kurz darauf Tennis-Schuhe.
Durch die 1970er hinweg wurde die Technologie der Schuhe, in Kooperation mit Athleten wie Guillermo Vilas, Martin Mulligan sowie Björn Borg, kontinuierlich verbessert. Um 1975 stieg das Unternehmen in den Fußballmarkt ein. Unterstützt durch Spieler wie Roberto Bettega wurde die Marke zur Nummer drei auf dem US-amerikanischen Fußballausrüstermarkt.
Diadora war Ausrüster des Fußballvereins FC Bradford City, wurde jedoch 2004 nach der Ausstrahlung eines europaweiten Werbespots, der Entsetzen hervorrief, gekündigt.
2008 wurde ein Joint Venture mit der Hanverky Holdings Limited eingegangen. So wurde ein neues Unternehmen mit dem Namen Winor International gegründet.